# UY Scuti
UY Scuti ist ein Roter Überriese im Sternbild Schild (lateinisch Scutum). Er gehört zu den größten bekannten Sternen.
Die Entfernung von UY Scuti wird mit ungefähr 1500 Parsec angenommen (dies entspricht 5000 Lichtjahren); dies ist aber nicht sicher. Es handelt sich um einen veränderlichen Stern mit einer Periode von 740 Tagen. In Anbetracht seiner Position innerhalb des Hertzsprung-Russell-Diagramm und seines schweren Massenverlustes scheint es sich um einen Stern zu handeln, der sich in seiner Sternentwicklung im Spätstadium seiner Brennphasen befindet. Er hat die Hauptreihe vor mehreren Millionen Jahren verlassen.

## Radius
Der Radius dieses Sterns ist nicht abschließend bestimmt. In einer im Jahr 2013 veröffentlichten Studie wurde der Winkeldurchmesser des Objekts interferometrisch bei Anwendung der mittleren grauen Rosseland-Opazität bestimmt zu 5,48 ± 0,10 mas. Nimmt man eine durch Modellierung des Spektrums geschätzte Distanz von 2900 pc an, so ergäbe sich ein Radius von rund 1700 Sonnenradien, was die große Halbachse der Umlaufbahn des Jupiter überträfe.

## Bezeichnung
Der erste Teil UY der Bezeichnung besagt gemäß den Regeln zur Benennung veränderlicher Sterne, dass UY Scuti der 38. veränderliche Stern ist, der im Sternbild Schild entdeckt wurde. Der zweite Namensteil Scuti entspricht dem Genitiv des lateinischen Namens des Sternbildes Schild: Scutum.